# Могошешти (Валча)
Могошешти (рум. Mogoșești) насеље је у Румунији у округу Валча у општини Стоенешти. Oпштина се налази на надморској висини од 338 m.

## Становништво
Према подацима из 2002. године у насељу је живело 445 становника, од којих су сви румунске националности.